# Czechoslovak Intelligence Office
Czechoslovak Intelligence Office – Československý zpravodajský úřad (CIO) byl založen na přelomu let 1948–1949.[kde?] Měl být jednou z odnoží plánované exilové zpravodajské organizace.
K zakladatelům úřadu patřili generálové Sergěj Ingr a František Moravec. V jejím čele stanul plk. Karel Procházka.
Zpočátku vyhledával CIO v úzké spolupráci s britskou SIS a americkou CIC mezi československými emigranty potenciální agenty pro zpravodajskou činnost. 
V roce 1955 přešel CIO plně na metodu zvanou „bílé linky“, kdy v řadách vlivných československých občanů – zejména mezi lékaři, vědci, politiky, sportovci atd. – získával spolupracovníky pro zpravodajskou činnost zaměřenou proti komunismu.
Objevil se však zrádce Karel Zbytek – agent „Light“, který prodával informace komunistické kontrarozvědce StB. Po jeho dvouleté činnosti byla síť spolupracovníků CIO v Československu rozbita.
Czechoslovak Intelligence Office ukončil svou činnost v roce 1957. 